# Mezőkovácsháza

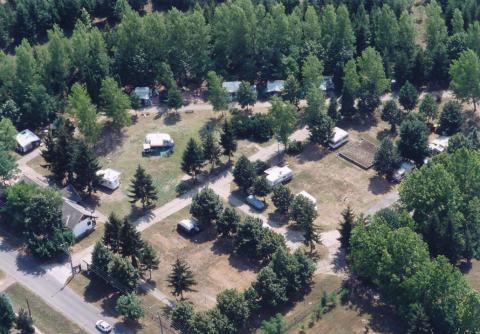
Flygbild över Mezőkovácsháza.

Mezőkovácsháza är en mindre stad i Ungern med 5 734 invånare (2020).